# شزندرة سنانية الأوراق
شزندرة سنانية الأوراق (الاسم العلمي: Schisandra lancifolia) هي نوع نباتي يتبع جنس الشزندرة من فصيلة الشزندرية.